# Фоменко Микола Михайлович
Микола Михайлович Фоменко (19 грудня 1903 — 1981) — український радянський діяч промисловості, депутат Верховної Ради УРСР 2—4-го скликань. Член ЦК КП(б)У в 1949—1954 роках.

## Біографія
Трудову діяльність розпочав у 1916 році на металургійному заводі в місті Кам'янське (Дніпродзержинськ). Працював покрівельником в мартенівському цеху, столяром будівельного цеху, одночасно навчався на робітничому факультеті металургійного інституту.
Член ВКП(б) з 1929 року.
У 1935 році закінчив Кам'янський вечірній металургійний інститут імені Арсеничева. Два роки працював заступником директора Кам'янського (Дніпродзержинського) металургійного інституту з науково-дослідної роботи.
До 1941 року працював начальником нового блюмінгу, начальником цеху універсального стану, начальником новопрокатного цеху Дніпровського металургійного заводу імені Дзержинського у місті Дніпродзержинську.
У 1941—1943 роках — начальник заготівельного стану Чусовського металургійного заводу Молотовської області РСФСР (тепер Пермський край РФ).
У 1943 — лютому 1954 року — директор Дніпровського металургійного заводу імені Фелікса Едмундовича Дзержинського у місті Дніпродзержинську Дніпропетровської області.
У лютому 1954—1957 роках — заступник міністра чорної металургії Української РСР.
З 1957 року — начальник виробничо-технічного відділу Дніпропетровської Ради народного господарства (раднаргоспу).
Потім — на пенсії.

## Нагороди
- чотири ордени Трудового Червоного Прапора (26.03.1939, 1945, 23.01.1948, 19.07.1958)
- ордени
- лауреат Сталінської премії (1951)
- медалі
- почесний громадянин міста Дніпродзержинська (1967)